# Emperor Norton Award
Der Emperor Norton Award war ein Literaturpreis, der von 2003 bis 2011 in der San Francisco Bay Area für „außerordentliche, von armseliger Vernunft nicht behinderte Erfindungsgabe und Kreativität“ („extraordinary invention and creativity unhindered by the constraints of paltry reason“) verliehen wurde, vorwiegend an Science-Fiction-Autoren bzw. deren Werke. Es wurden jährlich zwei Preise vergeben, die von dem Verlag Tachyon Publications und dem Borderlands Bookstore in San Francisco verliehen wurden. Der Name des Preises ehrt das Andenken von Joshua Norton, bekannt als „Kaiser der Vereinigten Staaten“.
Preisträger waren:
- 2003: Kage Baker für A Night on the Barbary Coast / Ron Turner
- 2004: Mark Budz für Clade / Frank M. Robinson
- 2005: Grania Davis / Jack Vance für Lurulu
- 2006: The Other Change of Hobbit (Buchladen) / Tim Pratt für The Strange Adventures of Rangergirl
- 2007: Nancy Farmer für The Land of the Silver Apples / Ray Nelson
- 2008: Cory Doctorow für Little Brother / Jack Rems
- 2009: Charlie Jane Anders für die Lesereihe Writers with Drinks und zusammen mit Annalee Newitz für den Blog io9 / Doug Dorst für Alive in Necropolis
- 2010: Trina Robbins / Paul Guinan & Anina Bennett für Boilerplate: History’s Mechanical Marvel
- 2011: Steven R. Boyett für Mortality Bridge / Rudy Rucker für Nested Scrolls